# NGC 6210
NGC 6210 je planetna maglica u zviježđu Herkulu. 
U središtu je bijeli patuljak prividne magnitude 12,9. Boja maglice dolazi od ioniziranog kisika.

## Vanjske poveznice
- (engl.) SEDS: NGC 6210
- (engl.) Hartmut Frommert: Revidirani Novi opći katalog
- (engl.) Izvangalaktička baza podataka NASA-e i IPAC-a
- (engl.) Astronomska baza podataka SIMBAD
- (engl.) VizieR
- (engl.) Auke Slotegraaf: NGC 6210 Deep Sky Observer's Companion
- (engl.) Courtney Seligman: Objekti Novog općeg kataloga: NGC 6200 - 6249